# حارة الكظمة الوحدة (صنعاء)
حارة الكظمة الوحدة هي إحدى حارات حي الوحدة بمديرية الوحدة إحد مديريات العاصمة اليمنية صنعاء، بلغ تعداد سكانها 1206 نسمة حسب تعداد اليمن لعام 2004.